# احمدآباد مقبل
احمدآباد مقبل روستایی در دهستان طوس بخش مرکزی شهرستان مشهد استان خراسان رضوی ایران است.

## جمعیت
بر پایه سرشماری عمومی نفوس و مسکن در سال ۱۳۹۵ جمعیت این روستا ۲۰۳ نفر (۵۶خانوار) بوده‌است.